# Iván Nagy (historien)
Pour les articles homonymes, voir Ivan Nagy (homonymie) et Nagy.
Iván Nagy (felsőgyőri Nagy Iván en hongrois ; Ivan von Nagy en allemand) (1824-1898) est un généalogiste, héraldiste et historien hongrois.

## Biographie
Iván Nagy est issu d'une famille de la moyenne noblesse hongroise (Köznemes). Son père était greffier et archiviste du comté de Nógrád et l'initie le premier aux archives. Nagy suit des études de droit et aide en 1845 János Erdélyi (en) au recueil de chants folkloriques dans les régions de Heves, Nógrád et Vác. Diplômé de l'Académie de droit de Bratislava en 1847, il devient juriste de la Table Royale. Il participe à la Révolution hongroise de 1848 et termine premier lieutenant (főhadnagy). Il se consacre ensuite à l'étude de l'Histoire puis effectue une mission à Venise pour le service historique de l'Académie hongroise des sciences. Il revient en Hongrie après l’amnistie de François-Joseph Ier d'Autriche en 1853 et ouvre un cabinet d'avocat à Balassagyarmat. Il est correspondant (1858) puis membre (1874) de l'Académie hongroise des sciences et chercheur au département d'histoire de l'Académie et au sein de la "Biblioteca Marciana". Il prend sa retraite en 1878 et s'installe à Horpács. Il est vice-président de la Société Hongroise d'Héraldique et de Généalogie en 1883. Il publie régulièrement pendant deux ans dans la revue de la Société. Il emploie ses derniers jours à l'écriture d'une monographie du comté de Nógrád.
Son ouvrage Magyarország családai ("Familles de Hongrie") reste aujourd'hui encore une référence.

## Œuvres
- Magyar Hölgycsarnok. 1851

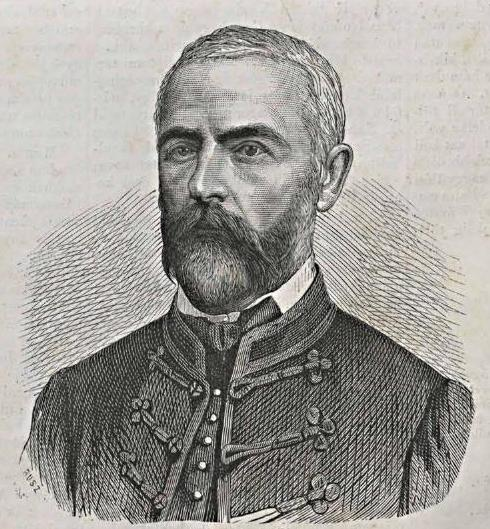
Gravure de 1870 dans le Vasárnapi Újság.

- Nagy-Oroszi mezőváros helynevei. 1857
- Lubellei és Kisfaludi Lipthay család nemzedékrendje és oklevelei. Pest, 1858
- Komáromi János [Thököly Imre titkárának]… törökországi diariumja s experientiaja. kiad. N. I., Pest 1861
- Magyarország családai czímerekkel és nemzékrendi táblákkal. I-XII. Pest 1857-1868 [lire en ligne]

Magyarország családai CD-ROM, Megjelent: 1999.  (ISBN 963-85923-9-7)
- Késmárki T[h]ököli Imre naplója 1693-1694. kiad. N. I. Pest, 1863
- Rédei László történeti maradványai 1658-1663. kiad. N. I. Pest, 1871
- Egy főbenjáró per a XVII. sz.-ból. 1873
- A gróf Zichy család idősb ágának okmánytára. I-IV. szerk. N. I. (Véghelyi Dezsővel) 1871-1874
- Magyar diplomácziai emlékek Mátyás király korából. I-IV. szerk. N. I. (Nyáry Alberttel) Budapest, 1875-1878
- Az utolsó Árpád-házi király trónra lépte. 1876
- Brutus Mihály magyar historiája. 1877
- Balassagyarmat. 18944
- Nógrád vármegye története az 1544-ik évig. Balassagyarmat, 1907
- Nagy Iván verses naplója a szabadságharc korából. vál. Szabó Károly. Balassagyarmat, 1967
- Liber Regius. Kézirat, több mint 300, nagyrészt eredeti címereslevelek kivinatolásával készített gyűjtemény, melyet műve I. és II. kötetében is idézett.
- Saját gyűjteményében szerepelt egy 18. századi vastag "Codex" is 2-rétben, mely a 16-17. századi Királyi könyvekből vonatolta ki a királyi adományleveleket, az eredeti forrás lapjaira utalva.

## Littérature
- Tóth Tamás : Nagy Iván iratai, Balassagyarmat, 2003
- Petrik, I.: Bevezetés Nagy Iván heraldikai kézirat-töredékéhez. Fons 1, 4, 7-8., 1994
- Nagybákay, P. : Nagy Iván heraldikai és genealógiai munkássága, in Múzeumi Mozaik, 23-24., 1986